# Ambassade van Duitsland in Tsjechië

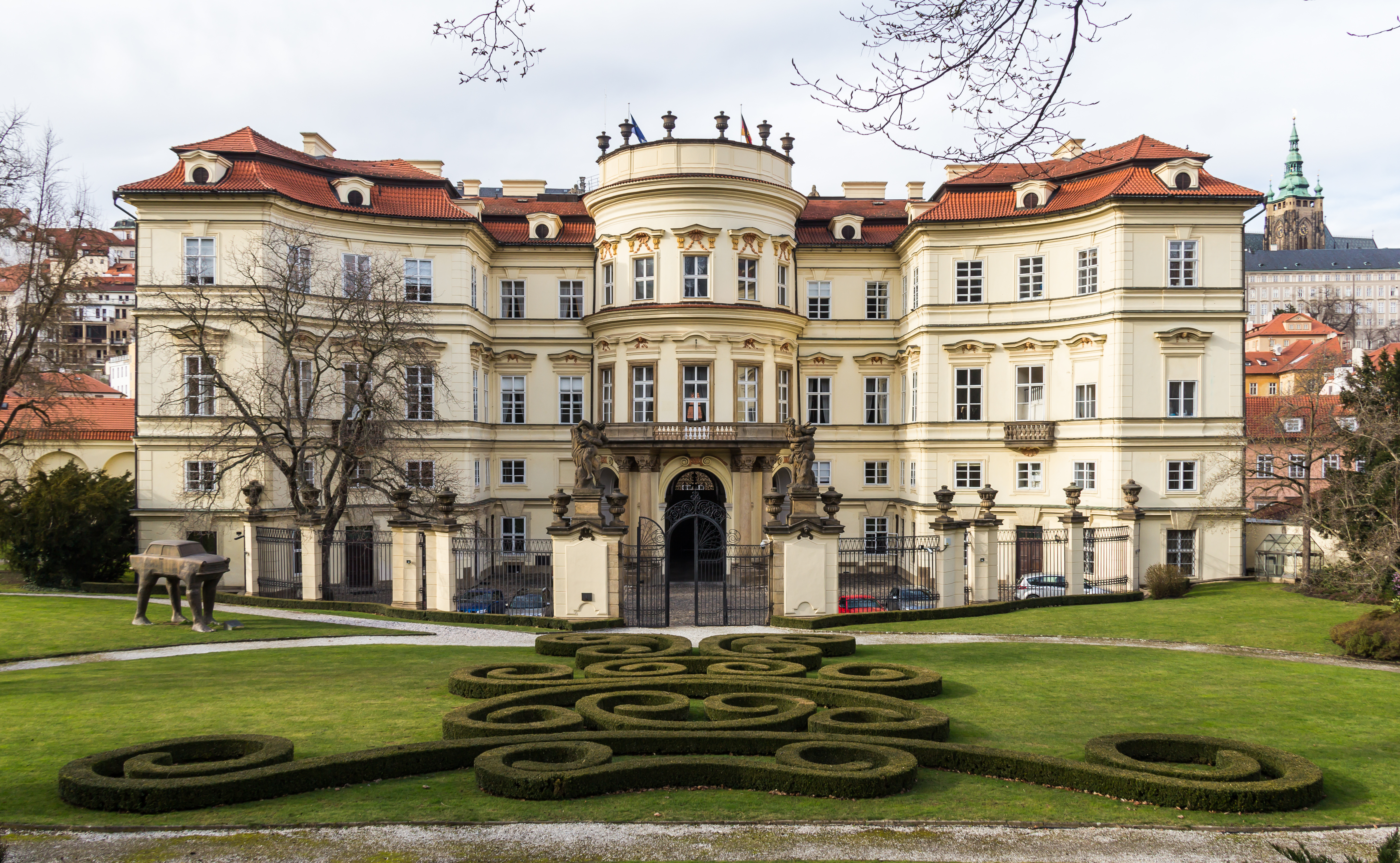
Zuidzijde met de tuin van de Duitse ambassade

De Duitse ambassade in Praag (Deutsche Botschaft Prag) is de vertegenwoordiging van de Bondsrepubliek Duitsland in de Tsjechische hoofdstad Praag.
De Duitse ambassade is gevestigd in het Lobkowiczpaleis sinds de Bondsrepubliek en Tsjechoslowakije in 1973 diplomatieke betrekkingen aangingen. Dit paleis in barok-stijl stamt uit 1707 en werd in 1753 aangekocht door de adellijke familie Lobkowicz. In 1927 verkochten zij het paleis aan de Tsjechoslowaakse staat.
In de aanloop naar de omwenteling in de DDR zochten vanaf september 1989 duizenden DDR-burgers toevlucht in de ambassade in Praag met de bedoeling om zo naar de Bondsrepubliek te vluchten. Na onderhandelingen met het DDR-regime en de Sovjet-Unie wist de West-Duitse minister van buitenlandse zaken, Hans-Dietrich Genscher, te bereiken dat de vluchtelingen via de DDR naar de Bondsrepubliek konden vertrekken. Hij meldde dit onderhandelingsresultaat onder luid gejuich op de avond van 30 september vanaf het balkon van de ambassade. In de weken daarna reisden duizenden vluchtelingen uit de DDR via Tsjechoslowakije naar de Bondsrepubliek, totdat de DDR op 3 november de grenzen met Tsjechoslowakije sloot. Zes dagen later, op 9 november, viel de Berlijnse Muur. Enkele weken later viel ook het communistische regime in Tsjechoslowakije tijdens de Fluwelen Revolutie.